# Adustina
Adustina este un oraș în unitatea federativă Bahia (BA) din Brazilia.
Adustina are o suprafață de 620 km². În 2009, populația din Adustina era de cca. 15450 de locuitori.  Vezi: http://www.ibge.gov.br/cidadesat/topwindow.htm?1